# BMW M8 GTE
BMW M8 GTE – wersja samochodu grand tourer, auto skonstruowane przez niemieckiego producenta samochodów BMW. Został opracowany pod koniec 2016 roku i zadebiutował w WeatherTech SportsCar Championship i World Endurance Championship na sezon 2018, zaznaczając tym samym powrót BMW Motorsport na 24h Le Mans po sześcioletniej przerwie. Został zaprojektowany przez głównego inżyniera BMW Dominica Harlowa. M8 GTE, który zastąpił poprzedzającą go BMW M6 GTLM pod koniec sezonu 2017, opiera się na nadchodzącym modelu BMW M8. Samochód został odsłonięty 12 września 2017 r. na Frankfurt Motor Show w Niemczech.

## Pierwszy egzemplarz
BMW rozpoczęło opracowywanie, projektowanie i budowę M8 GTE w połowie 2016 roku. Pierwsze podwozie zmontowano w czerwcu 2017 roku, a pierwszy pojazd ukończono w lipcu. M8 GTE to pierwszy samochód wyprodukowany przez BMW Motorsport od podstaw jako pojazd homologowany przez LM GTE, a nie oparty na istniejącym projekcie.

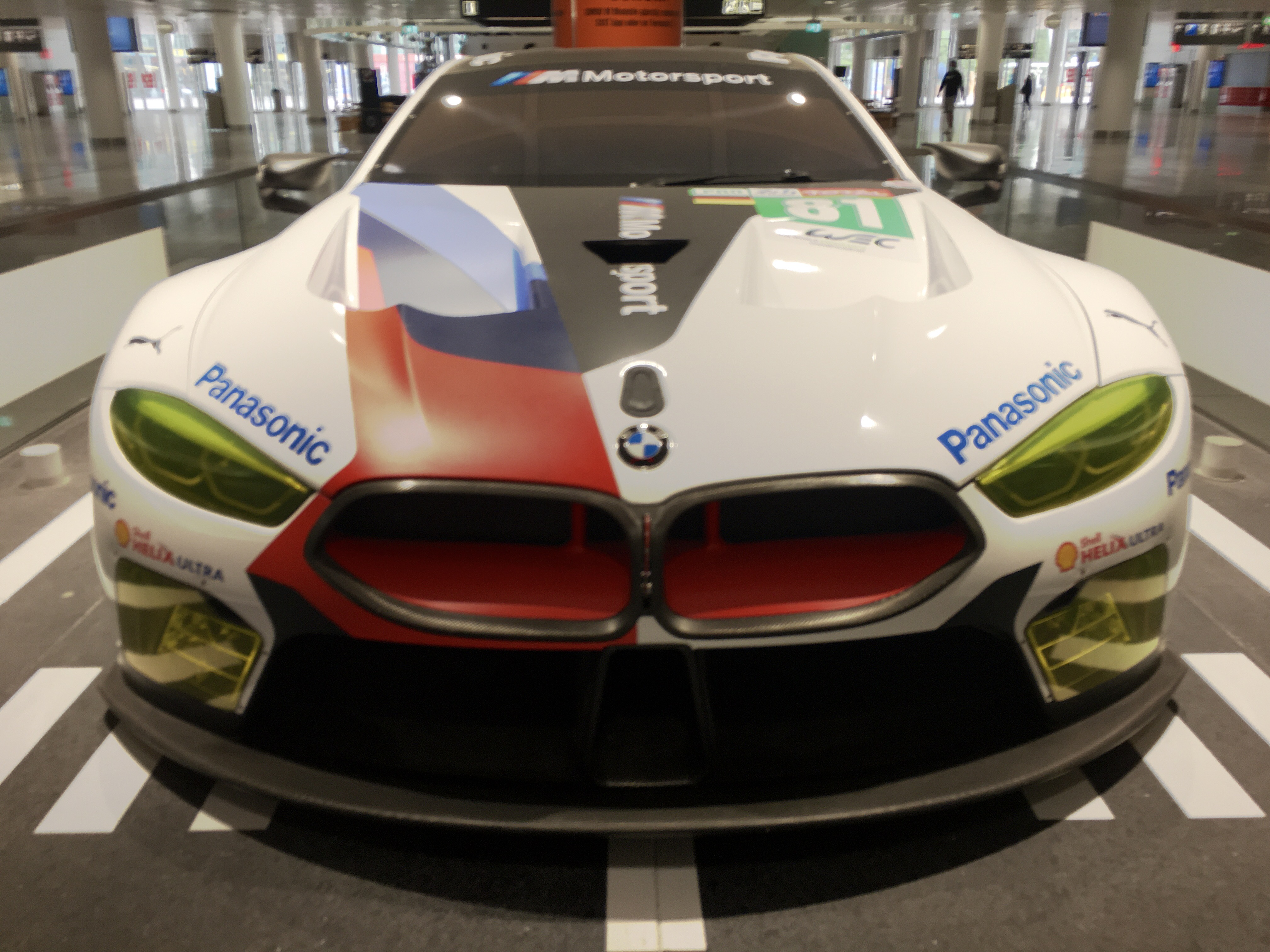
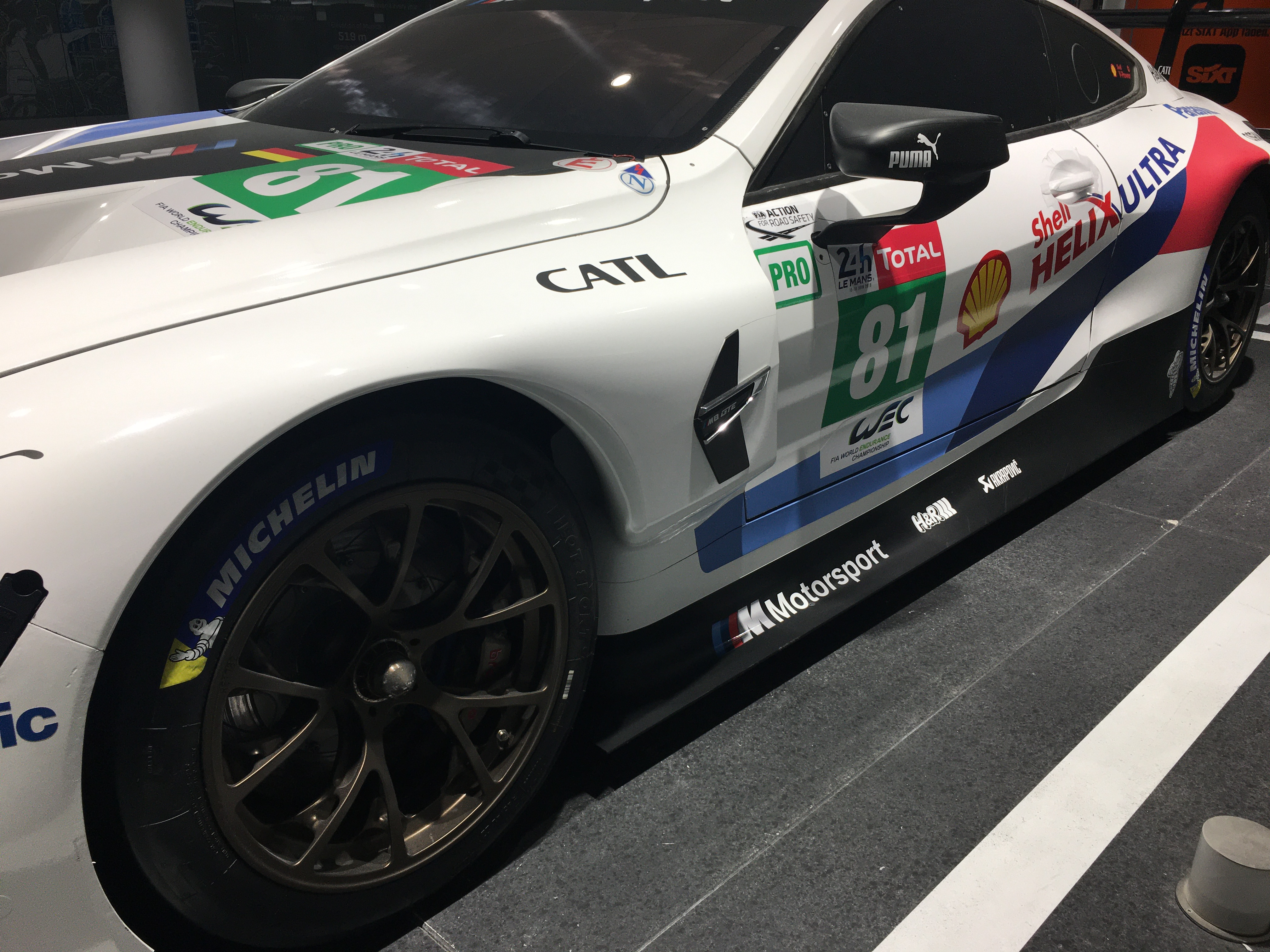
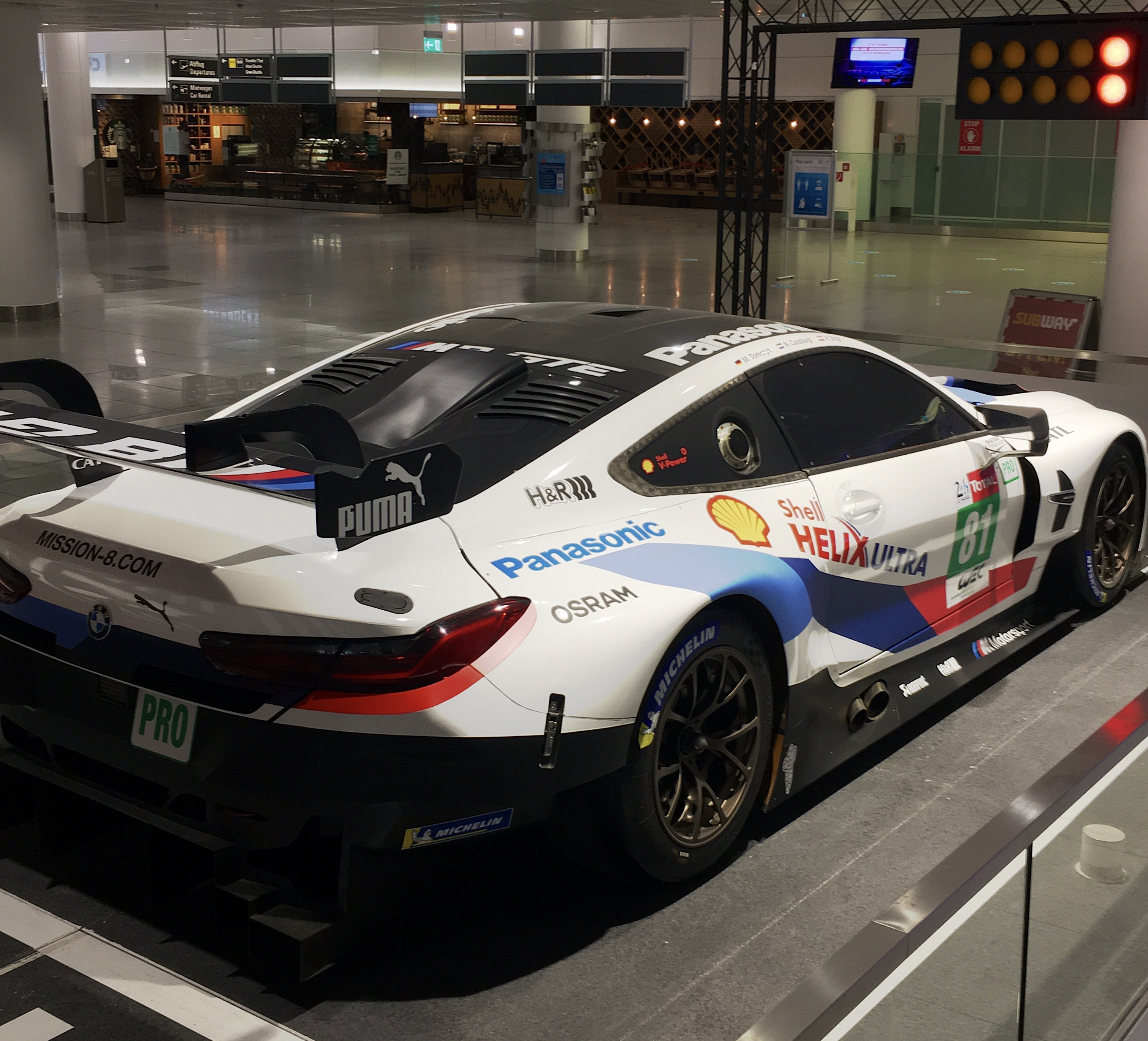
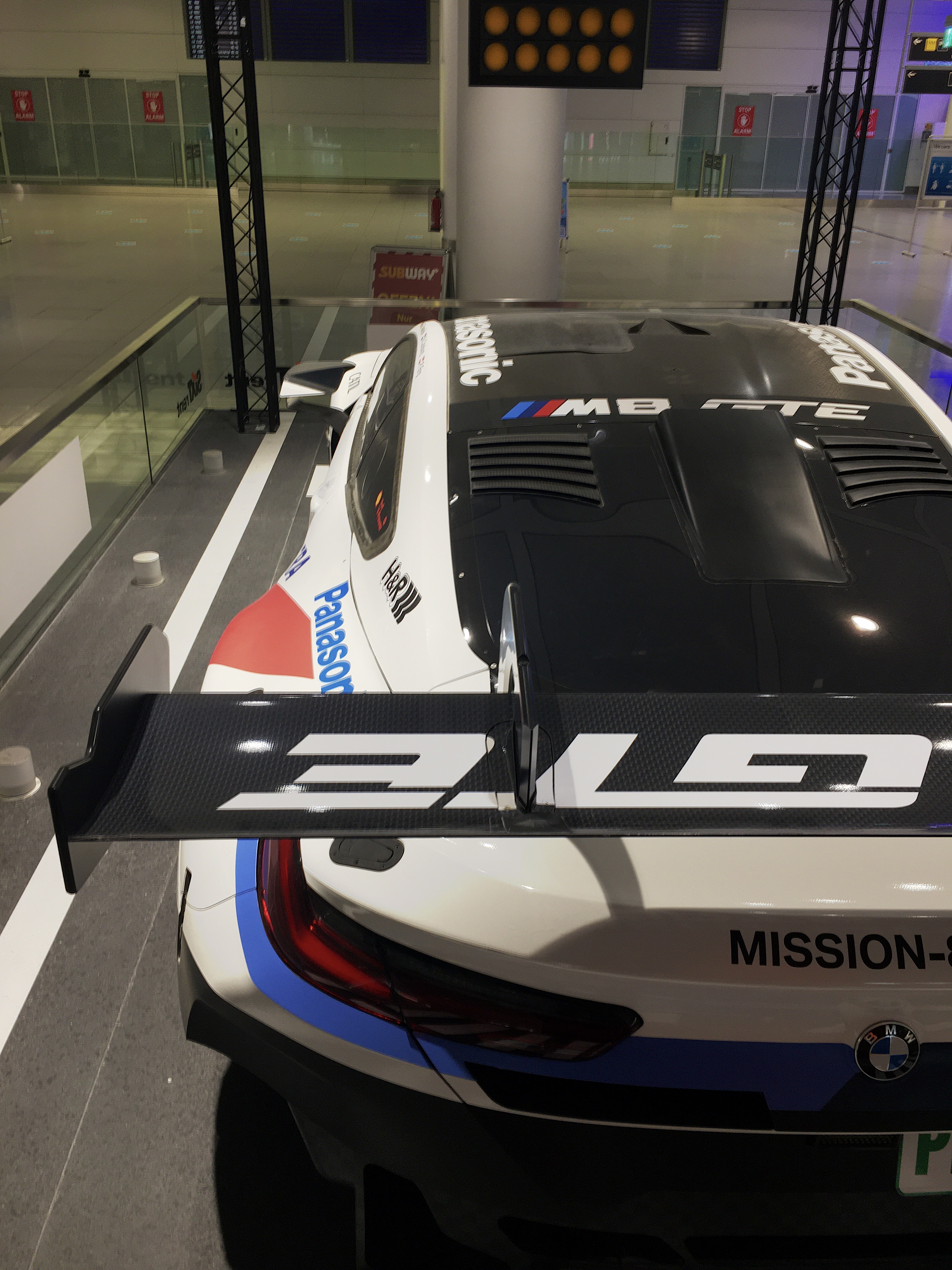
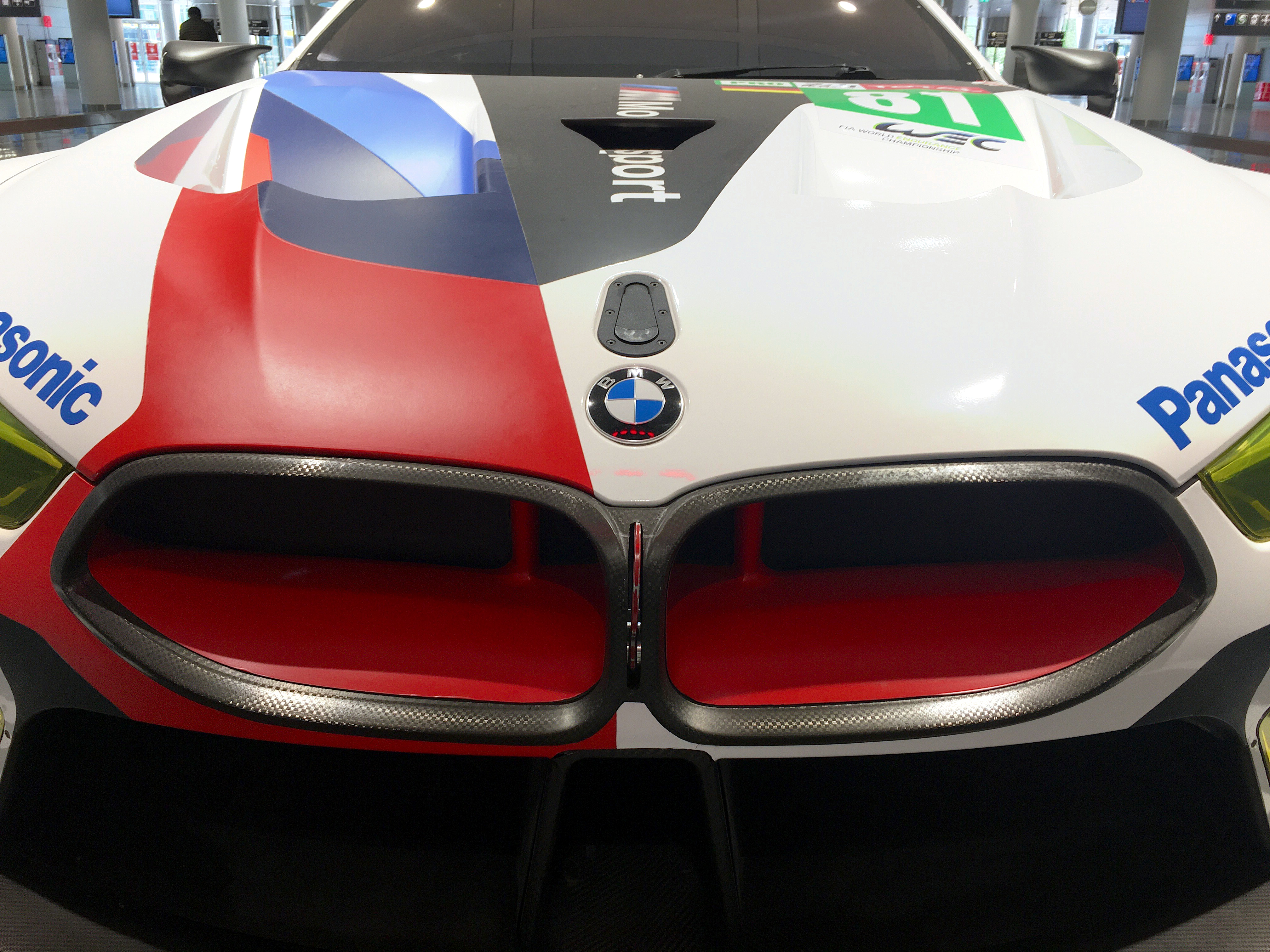
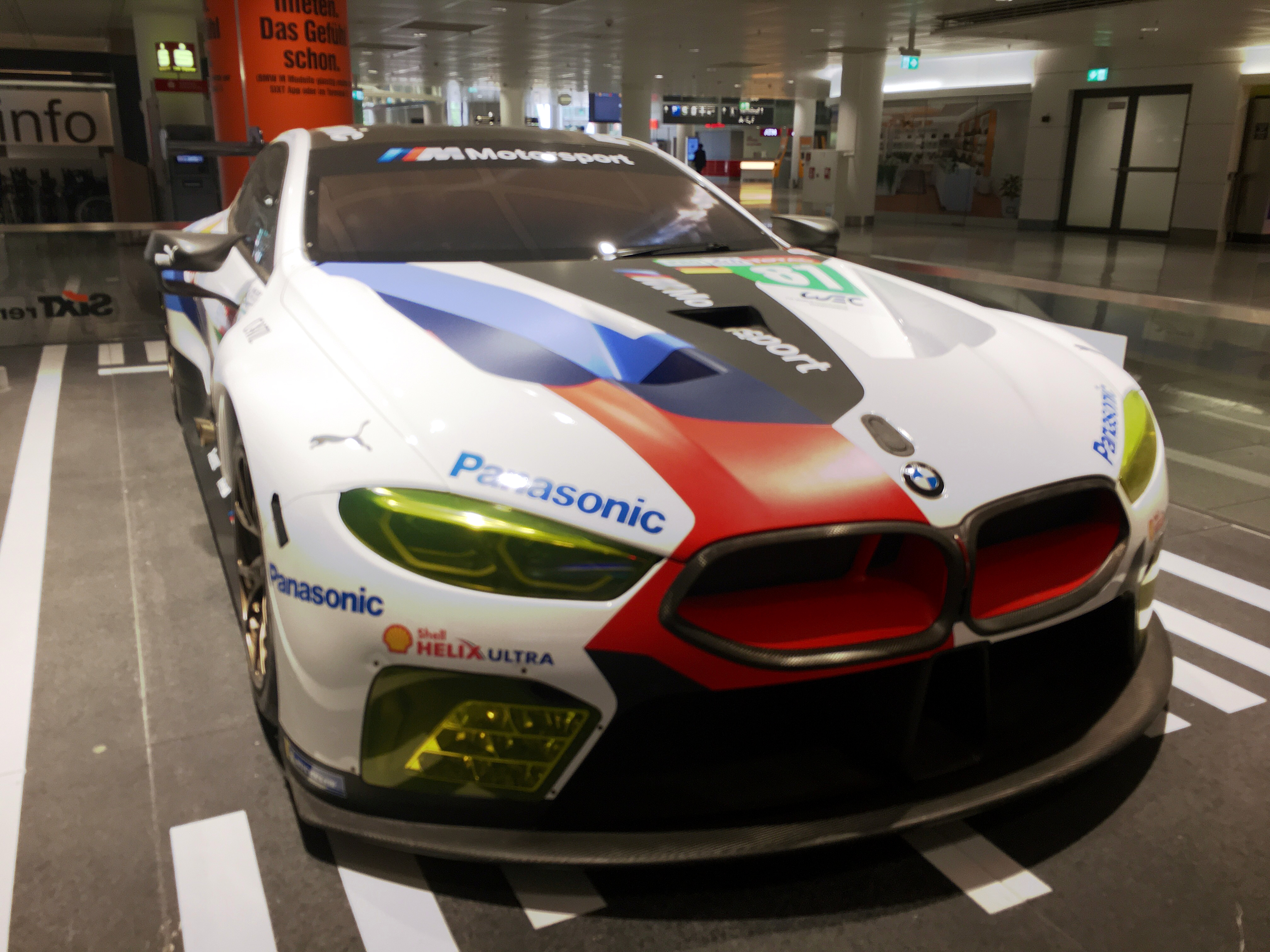
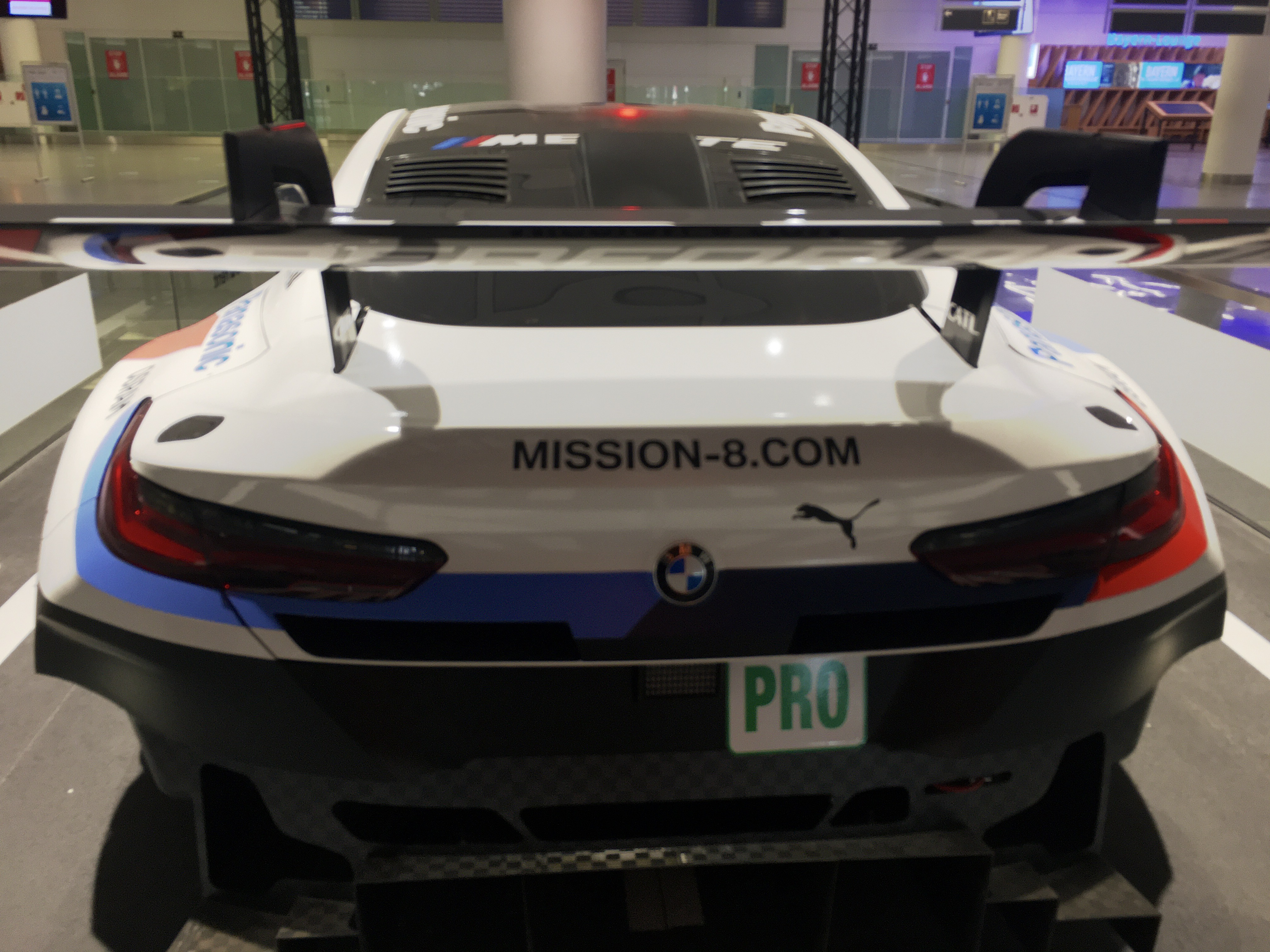